# Pain et figues
Pain et figues est une peinture murale, datée entre 50 et 79 (quatrième style), retrouvée lors des fouilles archéologiques d'Herculanum, détachée de son support et conservée au musée archéologique national de Naples.

## Description
Les deux figues brunes sont posées sur la découpe géométrique du fond qui suggère un rebord de fenêtre. Leur rondeur est accentuée par les reflets sur leur peau. Le pain à la croûte dorée est découpé en sept quartiers ; il est semblable aux restes retrouvés à Herculanum, carbonisés par l'éruption du Vésuve en 79.

## Histoire
Dans son Histoire naturelle (XV, 82), Pline l'Ancien vante le goût de lait de la figue lorsque celle-ci mûrit, et de miel une fois mûre. Une fois séchées, les figues remplacent le pain et les mets qui l'accompagnent. A la fin du règne de Tibère, les cottana de Syrie et les caricae de Carie figurent parmi les plus prisées. Plus d'une quarantaine de variétés de figues sont alors produites en Italie.

## Analyse
Ce tableau devient l'emblème de la diète « philosophique », celle du mangeur de pain qu'était Socrate, qui critiquait le comportement « opsophage » de ses contemporains, alors que Xénophon dans ses Mémorables (I, 3, 5 et III, 14), soutient que l'appétit est le meilleur des assaisonnements. Dans ses Lettres à Lucilius (87,3), Sénèque précise qu'il ne va « nulle part sans figues sèches ».

## Exposition
Le tableautin est exposé dans le cadre de l'exposition Les choses. Une histoire de la nature morte au musée du Louvre du 12 octobre 2022 au 23 janvier 2023, parmi les œuvres de l'espace nommé « L'art des choses ordinaires ».